# Танагра-медоїд пурпурова
Танагра-медоїд пурпурова (Cyanerpes caeruleus) — вид горобцеподібних птахів родини саякових (Thraupidae). Мешкає в Південній Америці і Панамі.

## Опис

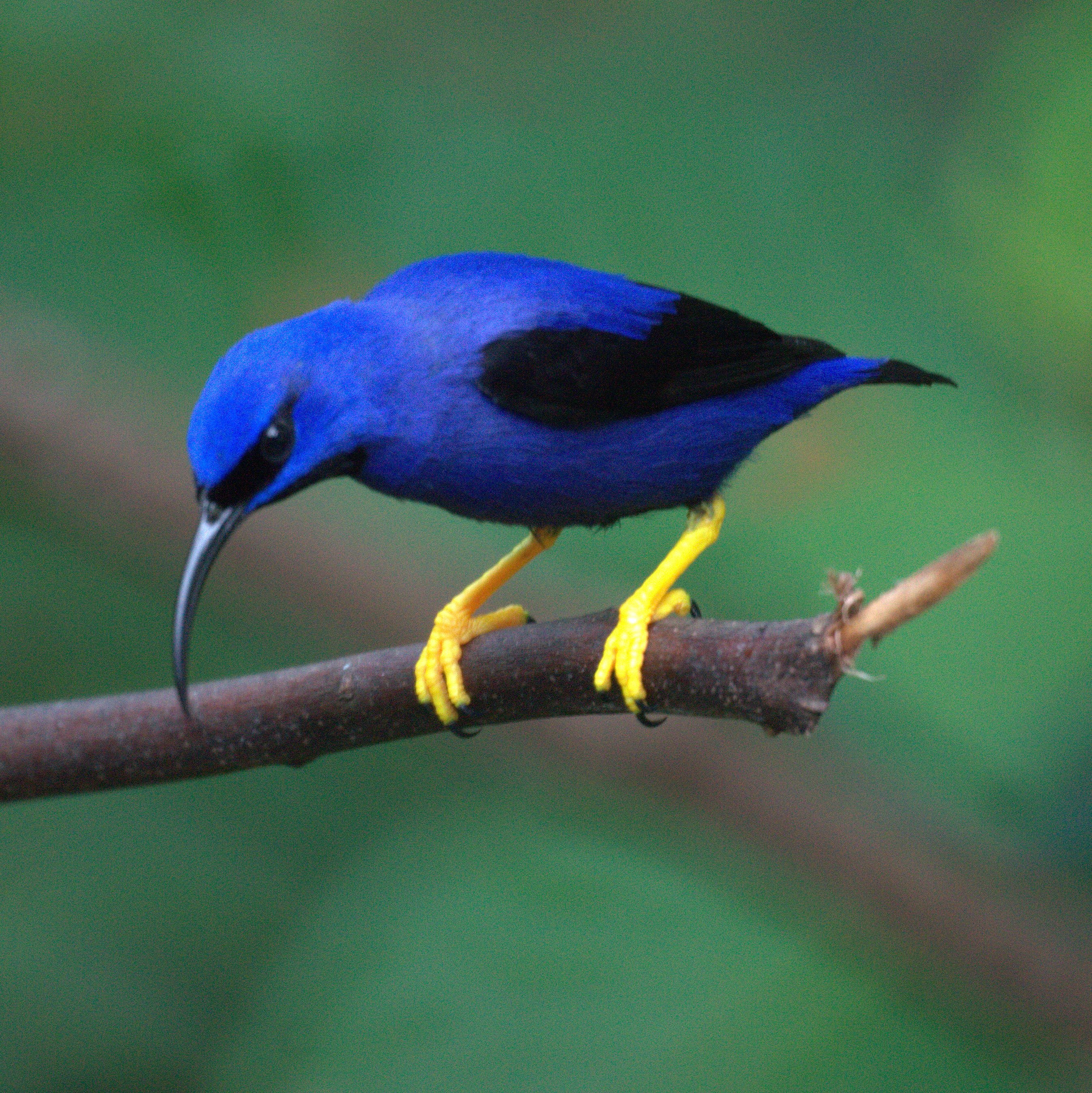
Самець пурпурової танагри-медоїда

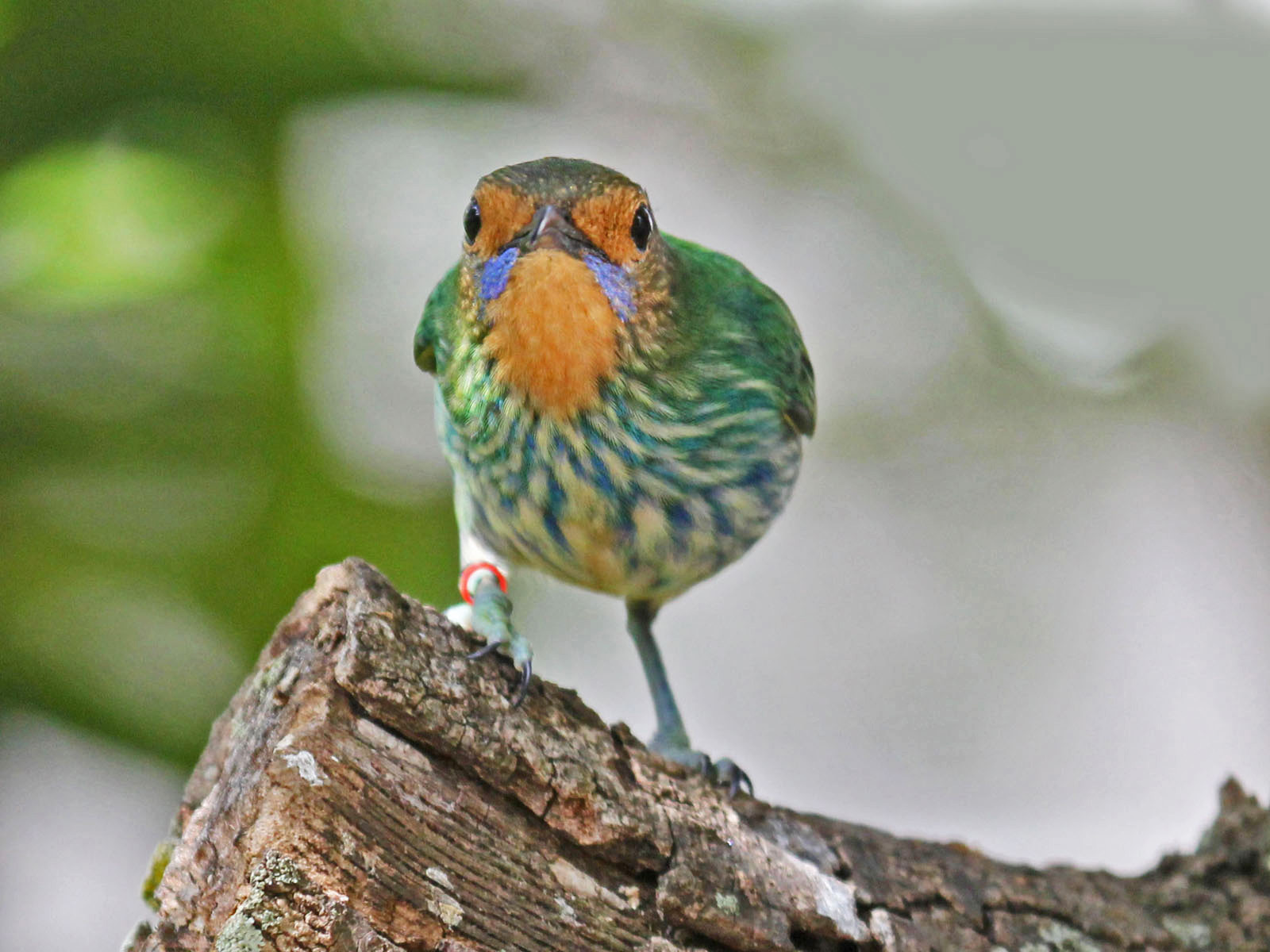
Самиця пурпурової танагри-медоїда

Довжина птаха становить 11-11,5 см, вага 12 г. Виду притаманний статевий диморфізм. Самці мають переважно індигово-синє забарвлення, крила і хвіст у них чорні. На обличчі чорна "маска". горло чорне. Дзьоб чорний, довгий, вигнутий, лапи яскраво-жовті. У самиць і молодих птахів верхня частина тіла зелена, нижня частина тіла зелена, поцяткована жовтувато-охристими смужками. Горло охристе, під дзьобом є сині "вуса". Представники підвиду C. c. longirostris мають довший дзьоб, ніж представники континенткальних підвидів.

## Підвиди
Виділяють п'ять підвидів:
- C. c. chocoanus Hellmayr, 1920 — від крайнього сходу Панами до західного Еквадору;
- C. c. caeruleus (Linnaeus, 1758) — від центральної Колумбії і Венесуели до Гвіани і Бразильської Амазонії;
- C. c. hellmayri Gyldenstolpe, 1945 — високогір'я Гаяни (Потаро-Сипаруні);
- C. c. longirostris (Cabanis, 1851) — острів Тринідад;
- C. c. microrhynchus (Berlepsch, 1884) — від східної Колумбії і південної Венесуели до північної Болівії і заході Бразильської Амазонії.

## Поширення і екологія
Пурпурові танагри-медоїди мешкають в Панамі, Колумбії, Еквадорі, Перу, Болівії, Бразилії, Венесуелі, Гаяні, Суринамі, Французькій Гвіані та на Тринідаді і Тобаго. Вони живуть в кронах вологих і заболочених тропічних лісів, на узліссях і галявинах, іноді на плантаціях какао і цитрусових. Зустрічаються невеликими зграйками, переважно в низовинах, на висоті до 1200 м над рівнем моря, місцями на висоті до 2300 м над рівнем моря. У верхній частині свого висотного діапазону вони зустрічаються переважно у вологих тропічних лісах в передгір'ях, де є велика кількістю мохів і епіфітів. Пурпурові танагри-медоїди живляться переважно нектаром квітучих рослин, зокрема з родини бромелієвих, а також ягодами, комахами та іншими безхребетними. Гніздо невелике, чашоподібне. В кладці 2 білих яйця, поцяткованих коричневими плямками.